# Marie de Nemours
Marie de Nemours, född 1625, död 1707, var en fransk memoarskrivare och adelskvinna. Hon tillhör dem som har räknats till preciöserna.
Hon var regent av furstendömet Neuchâtel 1679-1682 för sin halvbror Jean Louis Charles d'Orléans, och regerande furstinna av Neuchâtel 1696-1707.